# Семюел Пірпонт Ленглі
Семюел Пірпонт Ленглі, іноді Ланглей (англ. Samuel Pierpont Langley; 22 серпня 1834, Роксбурі, Массачусетс — 27 лютого 1906, Айкен, Південна Кароліна) — американський астроном, фізик і піонер авіації. Член Національної АН США.

## Життєпис
У 1851 році закінчив Бостонську вищу латинську школу. У 1851—1864 працював інженером-будівельником і архітектором, потім був асистентом в Обсерваторії коледжу Гарварда, потім викладав математику в Військово-морської академії США. У 1867 став директором Обсерваторії Аллегейні і професором астрономії Західного Університету Пенсільванії, сьогодні знаного як Університет Піттсбурга; займав цей пост до 1891 року, навіть у той час, коли він вже став третім Секретарем Смітсонівського інституту у 1887 році. Ленглі був засновником Смітсонівської астрофізичної лабораторії.
У 1886 році отримав премію Румфорда за роботи направлені на розуміння суті енергії випромінювання.
Упродовж 1887-1906 років займався дослідженнями з аеродинаміки, конструюванням апаратів для польоту в атмосфері.

## Внесок у астрономію
Основні наукові роботи відносяться до астрофізики. У 1879—1881 роках винайшов болометр — прилад для вимірювання енергії випромінювання, заснований на принципі залежності опору металів від температури. За допомогою болометра виміряв енергію сонячного випромінювання в широкому діапазоні довжин хвиль; вперше вивчив спектр Сонця і поглинання в земній атмосфері в області від 1 до 5 мкм, в 1901 році склав атлас інфрачервоної частини сонячного спектру. Визначив величину сонячної сталої.
Його публікація 1890 року про спостереження в інфрачервоному спектрі в Обсерваторії Аллегейні в Піттсбурзі спільно з Франком Вашингтоном Вері, які використовувалися Сванте Арреніусом Августом для перших розрахунків парникового ефекту.
Член Лондонського королівського товариства, Единбурзького королівського товариства,  Національної академії деї Лінчеї (Італія), член-кореспондент Паризької АН, президент Американської асоціації сприяння розвитку науки.
Премія ім. П. Ж. С. Жансен Французького астрономічного товариства (1898) і медаль Генрі Дрейпера Національної АН США (1886, за його дослідження в галузі фізики Сонця).

## Внесок у розвиток авіації
Ленглі вів роботу зі створення першого літального апарата важчого за повітря. Його моделі літали, однак дві його спроби здійснити пілотований політ закінчилися невдало. Ленглі почав експериментувати з моделями літаків з резиномотором і планерами в 1887 році. Він побудував «Крутну руку» (функціональний аналог аеродинамічної труби) і побудував великі літальні машини з невеликими паровими двигунами.

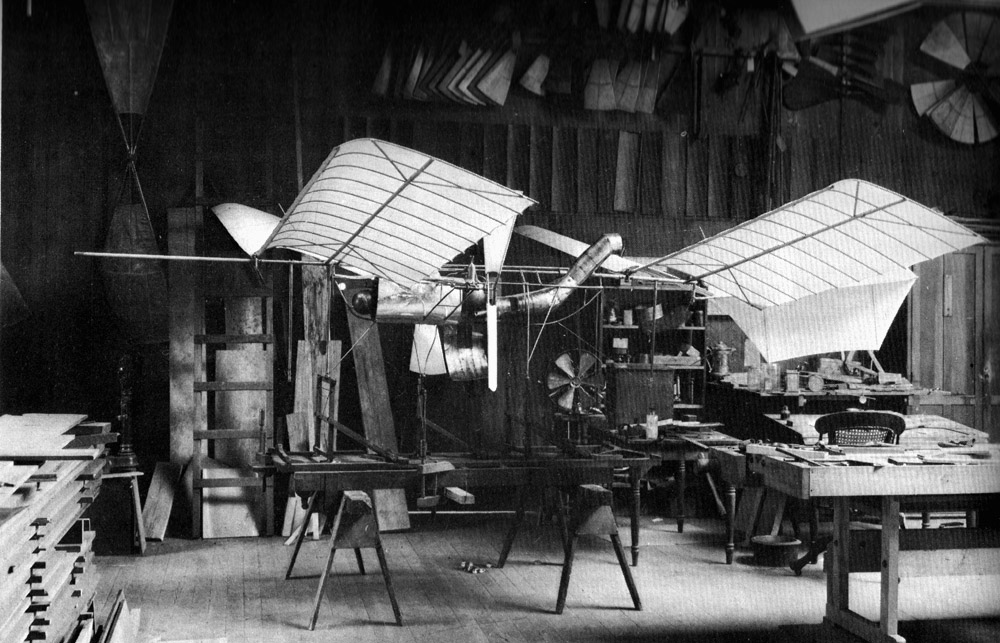
Модель Ленглі в масштабі 1/4; вона пролетіла кілька сотень ярдів 8 серпня 1903

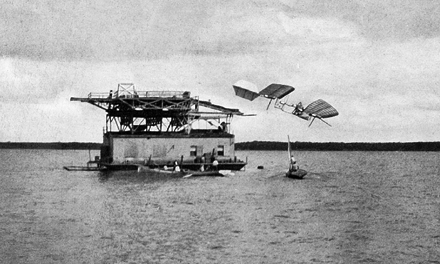
Перша невдача пілотованого «Аеродрому», Потомак, 7 жовтня 1903

Перший успіх прийшов до нього 6 травня 1896, коли його непілотована Модель № 5 летіла майже кілометр після запуску з катапульти з човна на річці Потомак. Незважаючи що цей політ був некерованим (а це важливий момент для розвитку авіації), історики авіації вважають, що це був перший у світі впевнений політ оснащеного двигуном апарату важче повітря. 11 листопада того ж року його Модель № 6 пролетіла понад 1,5 кілометра. Ці польоти були стабільними і підйомна сила була достатньою для польоту такого апарату. У 1898 році, ґрунтуючись на успіху своїх експериментів, Ленглі отримав грант збройних сил США в сумі 50 000 дол і 20 000 дол від Смітсонівського інституту на розробку пілотованого літака, який він назвав «Аеродром» (від двох грецьких слів, у перекладі означають «повітряний бігун»). Ленглі прийняв на роботу Чарльза М. Менлі (1876—1927) як інженера і льотчика-випробувача. Коли Ленглі дізнався від свого друга Октава Шанюта про успішні польоти планера братів Райт 1902 року, він зробив спробу зустрітися з ними, але вони чемно відмовили йому.
У той час як повномасштабний «Аеродром» розроблявся і будувався, Стівен Бальцер будував двигун внутрішнього згоряння. Коли він не зміг побудувати двигун з потрібними вимогами до потужності і ваги, Менлі завершив роботу з двигуна. Цей двигун мав набагато більшу потужність, ніж двигун першого літака братів Райт (50 hp у порівнянні з 12 hp). Двигун, плід головним чином технічної роботи помічника Ленглі, схоже був головним внеском цього проекту в авіацію.
У пілотованому апараті було два сполучених дротом крила (одне за одним). У нього був хвіст Піно для управління рискання і тангажа, але не креном, мав крила з позитивним вертикальним кутом, як і моделі. На відміну від братів Райт, апарат яких міг злітати лише проти сильного вітру і мав приземлятися на тверду землю, Ленглі проводив випробування при штилі над поверхнею води, на річці Потомак. Для запуску літака була потрібна катапульта. Апарат не мав шасі, літак мав приземлятися на воду після закінчення польоту.
Ленглі залишив роботу над проектом після двох аварій відразу після зльоту 7 жовтня і 8 грудня 1903 року. Під час першої спроби, за словами Ленглі, крило підрізало дріт, в результаті чого літак звалився в Потомак, в час другої спроби апарат зруйнувався відразу після того, як вилетів з катапульти (Hallion, 2003; Nalty, 2003). Менлі обидва рази благополучно був виловлений з річки. Газети змагалися один з одним в описі цих невдач.

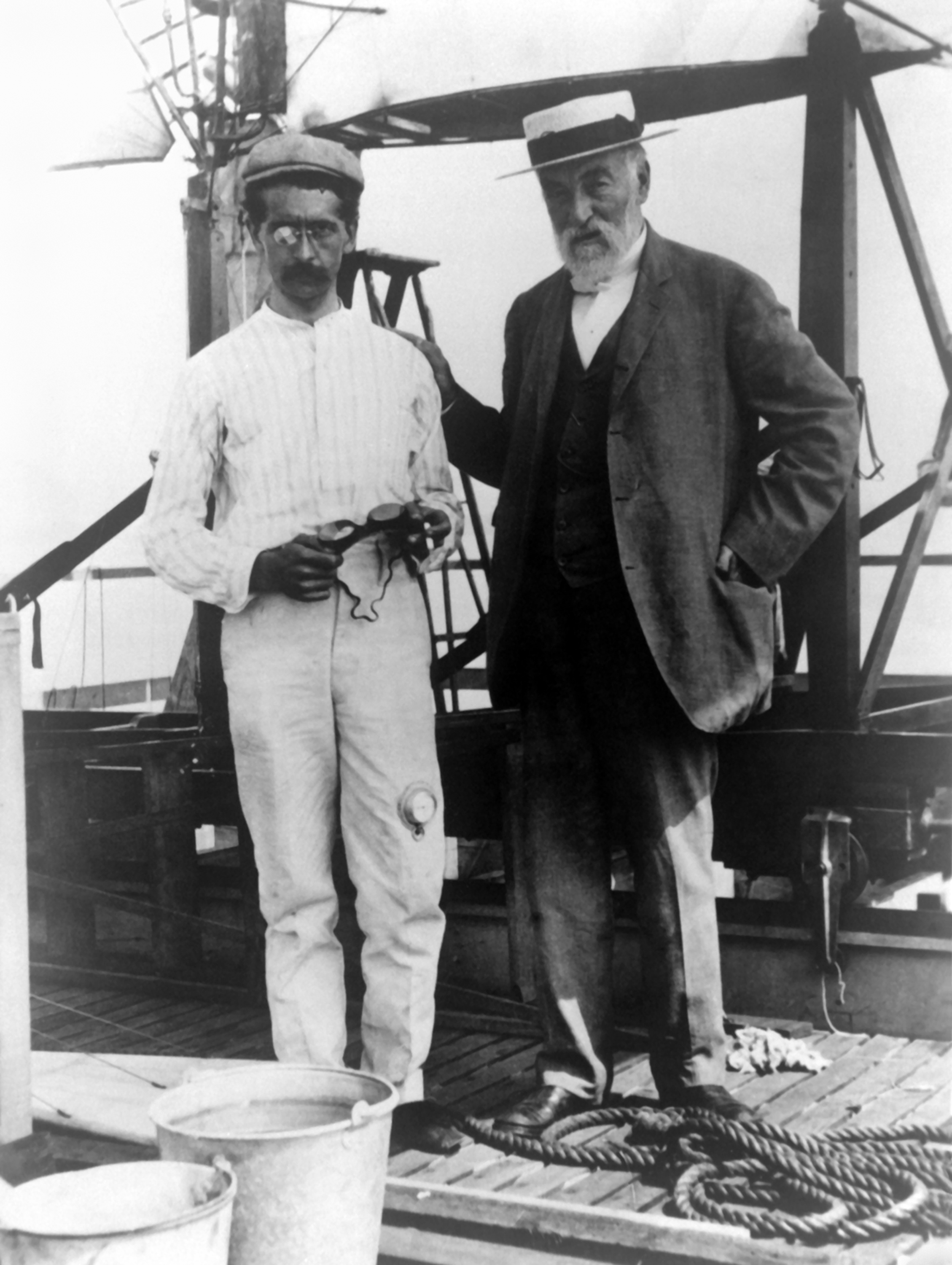
Менлі і Ленглі

Після серйозної модифікації «Аеродром» здійснив політ довжиною кілька сотень футів, пілотований Гленном Кертіссом в 1914 році; з одного боку це була частина його боротьби з патентом братів Райт, а з іншого — спроба Смітсонівського інституту залишити пріоритет створення першого літака за Ленглі. Тим не менше, суди підтримали патент. Політ Кертісса став приводом для Смітсонівського інституту, щоб демонструвати «Аеродром» у своєму музеї як «перший у світі пілотований літак, здатний до стабільного вільного польоту». Фред Говард писав: «Це була брехня, чиста і проста, але це підтверджувалося думкою поважного Смітсонівського інституту і в ці роки вона знайшла свій шлях в журнали, історичні книги та енциклопедії, на велике розчарування знайомих з фактами» (Howard, 1987). Дії Смітсонівського інституту викликали триваючу десятиліттями ворожнечу з живим братом Райт, Орвілом.
Ленглі не мав можливості використовувати головне досягнення братів Райт — управління літаком, а апарат був завеликий, щоб пілот міг їм управляти, міняючи положення центра ваги свого тіла. Таким чином, якщо б «Аеродром» полетів також стабільно, як і модель до цього, Менлі б загрожувала серйозна небезпека, коли некерована машина стала б знижуватися, особливо, якщо б вона приземлилася б не в річку, а на тверду поверхню.

## Пам'ять
На честь Семюела Ленглі названо багато об'єктів, пов'язаних з авіацією, у тому числі:
- Медаль Ленглі
- НАСА Langley X-43A Hyper-X
- Дослідницький центр імені Ленглі НАСА (NASA LaRC), Хемптон (Вірджинія)
- Авіабаза Ленглі
- Пік Ленглі у Сьєрра Невада
- Авіаносець USS Langley (CV-1)
- Авіаносець USS Langley (CVL-27)

## Виноски
1. ↑  Find a Grave — 1996.
2. ↑  https://siarchives.si.edu/history/samual-pierpont-langley
3. 1 2  NNDB — 2002.
4. ↑  www.accademiadellescienze.it
5. 1 2  Pas L. v. Genealogics — 2003.
6. ↑  http://aerostories.free.fr/precurseurs/langley/mot_lang.JPG